# Antonio Plaza Llamas
Antonio Plaza Llamas Apaseo el Grande, Guanajuato, 2 de junio de 1830 - Ciudad de México, 26 de agosto de 1882) fue un militar, poeta y periodista mexicano.

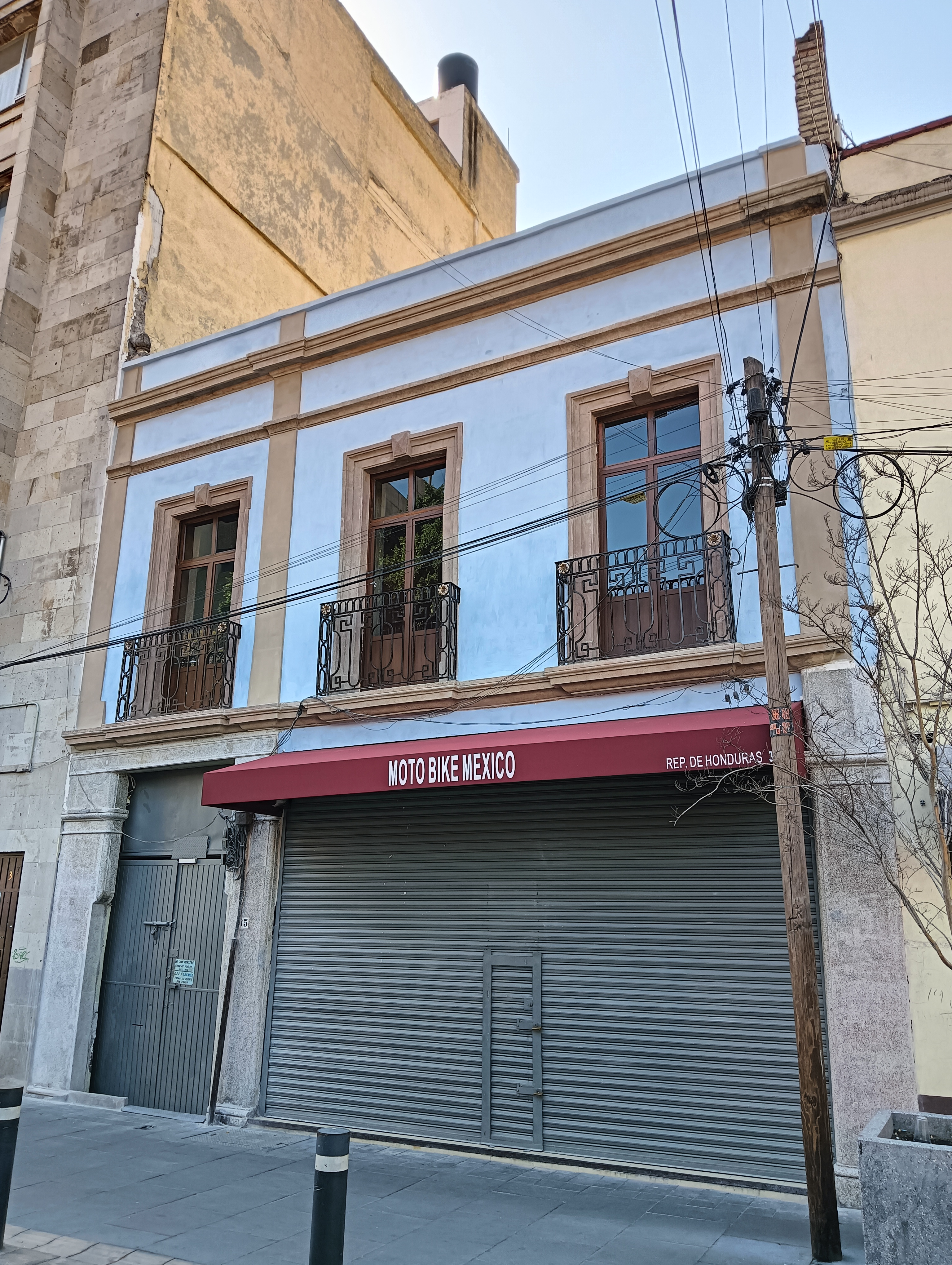
Casa donde murió Antonio Plaza Llamas, en la calle República de Honduras 35, Centro histórico de la Ciudad de México

## Orígenes, familia y muerte
Nació en la actual ciudad de Apaseo el Grande, en aquel momento denominada simplemente Apaseo.
Hasta hace poco tiempo se creyó erróneamente que Antonio Plaza Llamas, había nacido en la localidad del San Jose del Llano del actual municipio de Apaseo el Grande. 
Sus padres, de origen español, fueron don José María Plaza y doña María de la Luz Llamas y Menéndez, matrimonio que residió en la ciudad de Celaya. Se casó y tuvo tres hijos, a quienes amaba intensamente. El único cuyo nombre se conoce fue el mayor, Edmundo —al cual le dedicó sentidísimos versos—, y que falleció en Yokohama, siendo Cónsul General en el imperio del Japón. El poeta murió en la Ciudad de México a los 49 años. Sus funerales fueron modestos, siendo sepultado en el Panteón Guadalupe Hidalgo (segunda clase), publicándose en los periódicos artículos llenos de sentimiento y pesar por la desaparición de tan insigne pluma.

## Estudios y carrera militar
Fue enviado a la Ciudad de México; ahí ingresó en el Seminario Conciliar donde sólo se cursaban las carreras eclesiásticas y jurisprudencia. "El niño era precoz y liberal por instintos; así es que de aquellas aulas, de donde salieron Juan José Baz, Manuel Romero Rubio, Justino Fernández Mondoño, Manuel Fernando Soto y tantos otros patricios de renombre a defender la Constitución de 1857 y las Leyes de Reforma, él salió para alistarse como soldado en las filas progresistas y en ellas sirvió hasta el año de 1861 en que se retiró con licencia y con un pie inutilizado por una bala de cañón en pleno campo de batalla".
En 1862, ya con el grado de teniente coronel, fue ingresado al Depósito de Jefes y Oficiales asistiendo a las campañas de Querétaro. Posteriormente, en 1867, llegó nuevamente a la Ciudad de México con el ejército, retirándose definitivamente de éste el año siguiente.

## El periodista
Sus ideales liberales y sus críticas, que encendían los corazones impulsando el movimiento revolucionario que modificó los destinos de la patria, fueron plasmados en los periódicos El Horóscopo, Los Padres del Agua Fría, La Idea, La Bandera Roja, La Luz de los Libres, El Constitucional, La Orquesta, La Pluma Roja, San Baltasar, y La Revista Mexicana, logrando la admiración de muchos... y el resentimiento de otros tantos.

## El poeta
No llegó a leer a los grandes maestros ni alimentar su estilo poético por una escuela en particular, "a semejanza de las aves, cantaba porque sentía la necesidad de cantar, sin importarle que la Gloria le diera sus lauros o el Olvido le envolviera en sus luctuosos crespones". Cantó a la miseria humana, a los vicios de la sociedad de su tiempo, a las pasiones; sus versos exponen situaciones vivenciales por la gran mayoría de sus lectores, de ahí que se hiciera tan popular.
Juan de Dios Peza fue su amigo??, a pesar de la diferencia de edades, y lo fue hasta su muerte, demostrándolo cuando dice al final del Prólogo al Álbum del Corazón: "¡Duerma en paz el poeta escéptico y adolorido! Yo, encuentro detrás de cada estrofa suya una lágrima y, como su amigo, la enjugo y la comprendo.

### Algunos de sus poemas
- La voz del inválido
- Duerme, niño (a mi hijo Edmundo)
- ¡Déjala!
- Extravagancias
- A una ramera
- Amor de mártir
- A Rosa
- Gota de hiel
- Lágrimas y flores (a Virginia)
- Lejos de ti
- En el campo
- Luz y sombras
- Horas negras
- Flor de un día

#### Sonetos
- Yo
- Un prodigio
- Una verdad
- Dolce far niente
- Los héroes
- A una jalapeña
- A un ángel caído
- A Inés Nataly
- El canto del jesuita.

En esta página se podrán encontrar algunas de sus obras: http://heron5.tripod.com/plaza.htm